# Basarab Panduru
Basarab Panduru (Mârzănești, 1970. július 11. –) román válogatott labdarúgó, edző.

## Pályafutása

### Klubcsapatban
Pályafutását az FCM Reșița csapatában kezdte, ahol 1987 és 1991 között játszott. 1991-ben a Steaua București igazolta le. Első mérkőzését a román kupában játszotta, de a Steaua vezetői nem vették figyelembe, hogy az előző klubjában a Reșițában összeszedett sárga lapok miatt el volt tiltva és mégis pályára lépett. A szövetségi határozat értelmében a Steaua így elvesztette a mérkőzést.
A Steaua színeiben három román bajnoki címet, egy kupagyőzelmet és két szuperkupa-győzelmet szerzett. 1995-ben a portugál Benfica szerződtette. 1996-ban egy fél szezont kölcsönben Svájcban a Neuchâtel Xamaxnál töltött.
1998-ban a Benficát a rivális FC Porto kedvéért hagyta el, de mint utólag kiderült kevésbé érte meg számára. Két év alatt mindössze 6 mérkőzésen lépett pályára. 1999 nyarán közel állt ahhoz, hogy Brazíliába igazoljon az SC Internacional csapatához, de végül meghiúsult a szerződés. Ehelyett az SC Salgueiros vette kölcsön, de mindössze fél szezon és hosszan tartó sérülések után úgy döntött visszavonul és edzősködésbe kezd.  

### A válogatottban
1992 és 1996 között 22 alkalommal szerepelt a román válogatottban és 1 gólt szerzett. Részt vett az 1994-es világbajnokságon.

### Edzőként
Edzői pályafutását a Politehnica Timișoara csapatánál kezdte, ahol korábbi csapattársával Anton Doboșsal dolgozott együtt. Kilenc forduló után azonban távoznia kellett, de 2003-ban visszatért. A 2004–05-ös szezont második felében az Oțelul Galați edzője volt. 2005 nyarán az FC Vaslui csapatához írt alá, de mindössze néhány mérkőzés után menesztették. Ezt követően a Farul Constanța együttesénél dolgozott, azonban a gyenge eredmények miatt felbontották a szerződését. 2007 októberében a Progresul Bucureștinél vállalt munkát.
2009 szeptemberében kinevezték a Steaua sportigazgatói posztjára, de 2010. május 14-én a klub tulajdonosával Gigi Becalival folytatott tárgyalások után, közös megegyezéssel lemondott posztjáról.    

## Sikerei, díjai
Steaua București
- Román bajnok (3): 1992–93, 1993–94, 1994–95
- Román kupa (1): 1991–92
- Román szuperkupa (2): 1994, 1995

Benfica
- Portugál kupa (1): 1995–96

Porto
- Portugál bajnok (1): 1998–99
- Portugál szuperkupa (2): 1999